# Xiao Hailiang
Xiao Hailiang (kinesiska: 肖海亮; pinyin: Xiào Hǎiliàng), född den 24 januari 1977 i Wuhan, är en kinesisk simhoppare.
Han tog OS-guld i synkroniserade svikthopp i samband med de olympiska simhoppstävlingarna 2000 i Sydney.